# Marlise Ernst-Henrion
Marlise Ernst ou Ernst-Henrion à la suite de son mariage (Charleroi, 25 août 1914 - Uccle, 15 avril 2011) est une juriste belge spécialisée dans le droit de la famille, le droit des femmes et le droit des enfants.

## Biographie
Marlise Ernst-Henrion est née à Charleroi le 25 août 1914. Son père est un résistant, arrêté puis tué par les Allemands alors qu'elle n'a que 2 ans.
Marlise Ernst étudie le droit à l’Université libre de Bruxelles et obtient son doctorat en 1938 avec grande distinction. C’est à l’ULB, dès 1933, que Marlise Ernst rencontre son futur époux Robert Henrion (1915-1997) qui est juriste, économiste, professeur, banquier, ministre des Finances et parlementaire. Ensemble, ils ont 4 enfants.
Elle mène par la suite une brillante carrière d’avocate et participe à de nombreux conseils, commissions, conférences internationales, associations… œuvrant pour l’égalité entre les femmes et les hommes,,.  
Convaincue qu'il faut une égalité juridique mais également économique, elle lutte pour l’amélioration des conditions des mères célibataires, pour une reconnaissance des nouvelles formes de familles et contre le cumul des revenus des époux qui pénalise le travail des femmes.
Elle considère que les femmes doivent pouvoir « choisir d’avoir des enfants ou de pas en avoir, de décider de leur nombre et du moment de leur naissance ». C’est, pour elle, le facteur clé pour améliorer les conditions des femmes.
Elle est déléguée de la Belgique pour l’ONU, où elle plaide pour une limitation des naissances au niveau mondial. Elle dénonce l’injustice sociale entre celles qui peuvent avorter dans de bonnes conditions à l’étranger et les autres.
Robert Henrion, allié dans ses combats féministes, devient un relais au Parlement belge. Il est, sous l’inspiration de son épouse, l’auteur d’une proposition de loi abolissant le délit d’adultère (loi du 20 mai 1987) et co-auteur de la proposition Lallemand-Michielsens sur l’avortement. En effet, il rédige le texte de compromis entre Roger Lallemand et Lucienne Herman-Michielsens.

## Fonctions
- Membre de la commission Lois du Conseil national des femmes belges en 1960
- Présidente de la Fédération internationale des femmes des carrières juridiques (1961-1964)
- Présidente de l’Association belge des femmes juristes (1961-1967)[6]
- Déléguée de la Fédération internationale des femmes des carrières juridiques à la Commission de la Condition de la femme à Téhéran (1965)
- Déléguée de la Fédération internationale des femmes des carrières juridiques à la Commission de la Condition de la femme à Genève (1966)
- Déléguée de la Belgique à l’Association générale des Nations unies (1966)
- Présidente de la commission Nations unies de l’Association belge des femmes juristes (1967-1973)
- Présidente du Groupe d’études « Sociologie de la femme » de l’Institut de sociologie de l’ULB (1967-1970)

## Ouvrages
- (avec Jacqueline Dalcq) La femme. Pierre d’angle de la famille de demain. Ses droits actuels et futurs, Bruxelles, La Renaissance du livre, 1975.
- (avec Bob Claessens et Pierre De Locht), Les femmes, la vie et l'amour, Semaine de la pensée marxiste à Bruxelles, février 1967, FeniXX ; réédition numérique (Les Éditions du Pavillon, 1968).
- « Le statut juridique de la femme mariée en Belgique », tapuscrit [1965-66], p. 13 : Carhif, Fonds Ernst-Henrion, 8.
- « La famille contemporaine et le régime matrimonial légal aux Journées d’études juridiques Jean Dabin, les 6 et 7 mais 1966 à Louvain », tapuscrit 25 p. : Carhif, fonds Ernst-Henrion, 6
- « La femme a-t-elle le temps de vivre ? » Semaine de la pensée marxiste, Cercle d’éducation populaire, Bruxelles, 1968, p. 201-211 ; voir aussi « Vers une réforme du régime matrimonial. Une causerie de Mme Henrion, présidente de la ABFJ (coupure de presse [1967]) : Carhif, F. Ernst-Henrion, 13; « Mme Marie-Louise Ernst-Henrion présidente de l’ABFJ face au contrat de mariage », La Dernière Heure, 29/30 janvier 1967.